# Xu Yifan
Xu Yifan (chineză: 徐一幡; pinyin: Xú Yīfán; n. 8 august 1988) este o jucătoare de tenis din China. Ea a ajuns pe locul 148 mondial la simplu în carieră, la 13 iulie 2015. Din octombrie 2018 s-a specializat în jocul de dublu. La 13 ianuarie 2020, ea a ajuns pe locul 7 mondial în clasamentul WTA de dublu. 